# موزه بویمانس فان بنینگن
موزهٔ بویمانس فان بِنینگن (به هلندی: Museum Boijmans Van Beuningen) موزه‌ای در شهر رتردام هلند است که به‌ویژه برای آثار هنری هلندی و فلامانش مطرح می‌باشد.

## تاریخچه
موزه در سال ۱۸۴۷ با مجموعه‌ای از آثار متعلق به فرانس یاکوب اوتو بویمانس با نام «موزهٔ بویمانس» آغاز بکار کرد. در سال ۱۹۵۸ مجموعه‌ای از آثار متعلق به دانیل ژرژ فان بنینگن به گنجینهٔ موزه افزوده شد و نام موزه به موزهٔ بویمانس فان بنینگن تغییر یافت.
گنجینهٔ موزهٔ بویمانس فان بنینگن شامل نقاشی‌ها و چاپ‌های دستی از هنرمندان هلندی و فلامان از اواخر سده‌های میانی تا سدهٔ ۲۰ میلادی است. وجود مجموعه‌ای از طراحی‌ها و نقاشی‌های باروک پیتر پل روبنس در این موزه قابل توجه می‌باشد. موزه همچنین دارای نقاشی‌های رنسانس ایتالیایی و دریافتگری فرانسوی است.

## نگارخانه

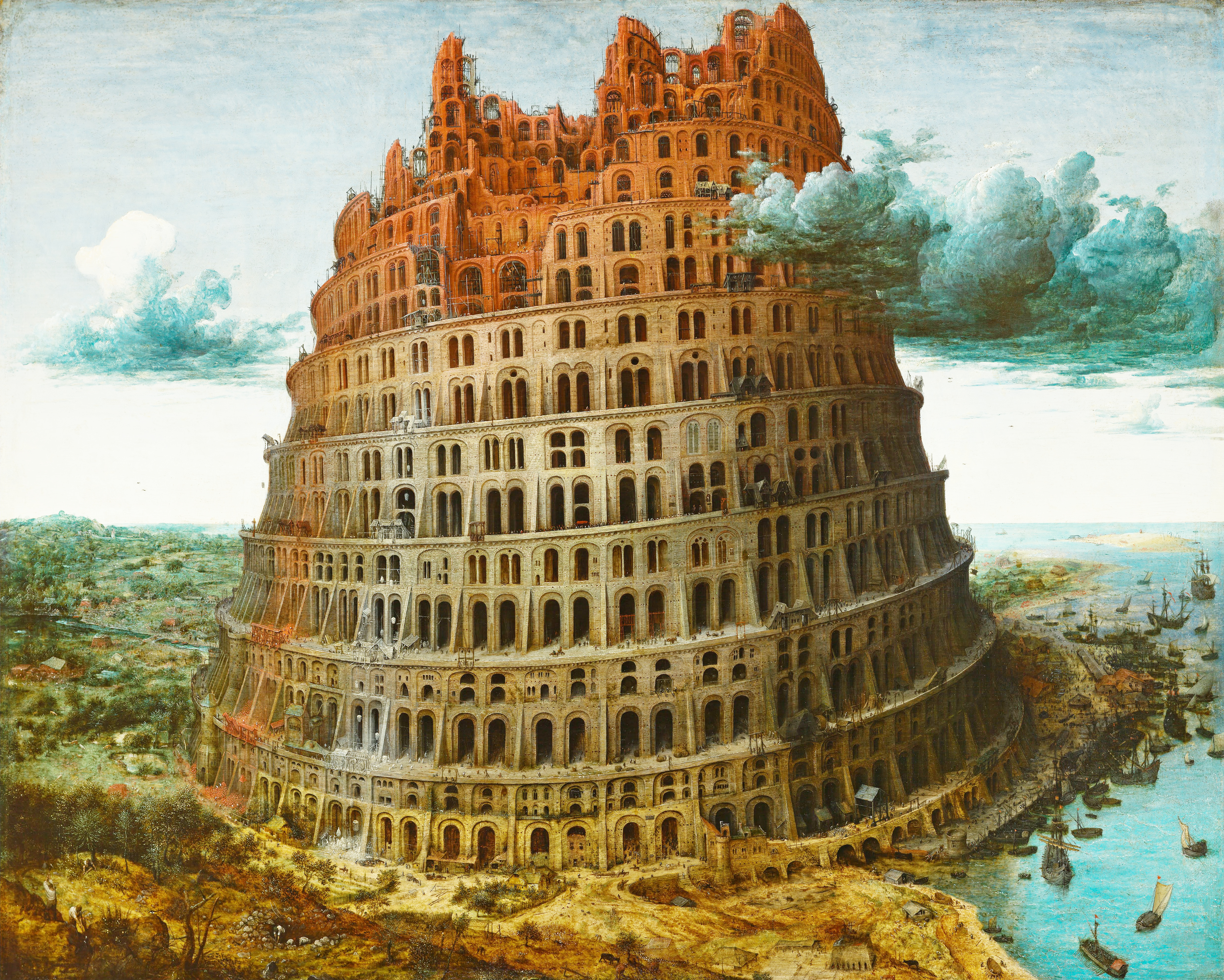
برج بابل، پیتر بروگل، حدود ۱۵۶۳
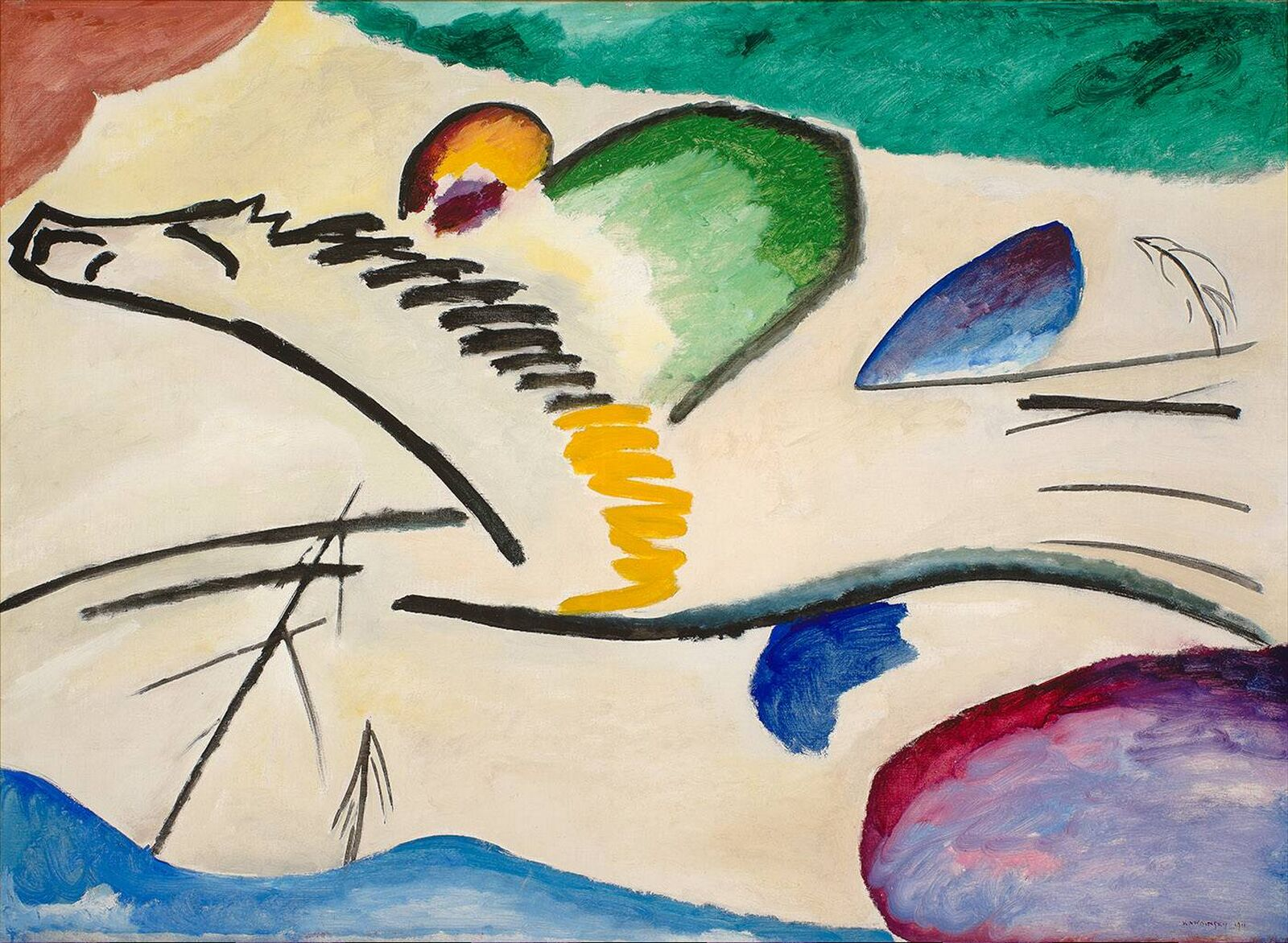
سوارکار، واسیلی کاندینسکی، ۱۹۱۱، رنگ روغن روی بوم، ۱۳۰ x‏ ۹۴ سانتیمتر
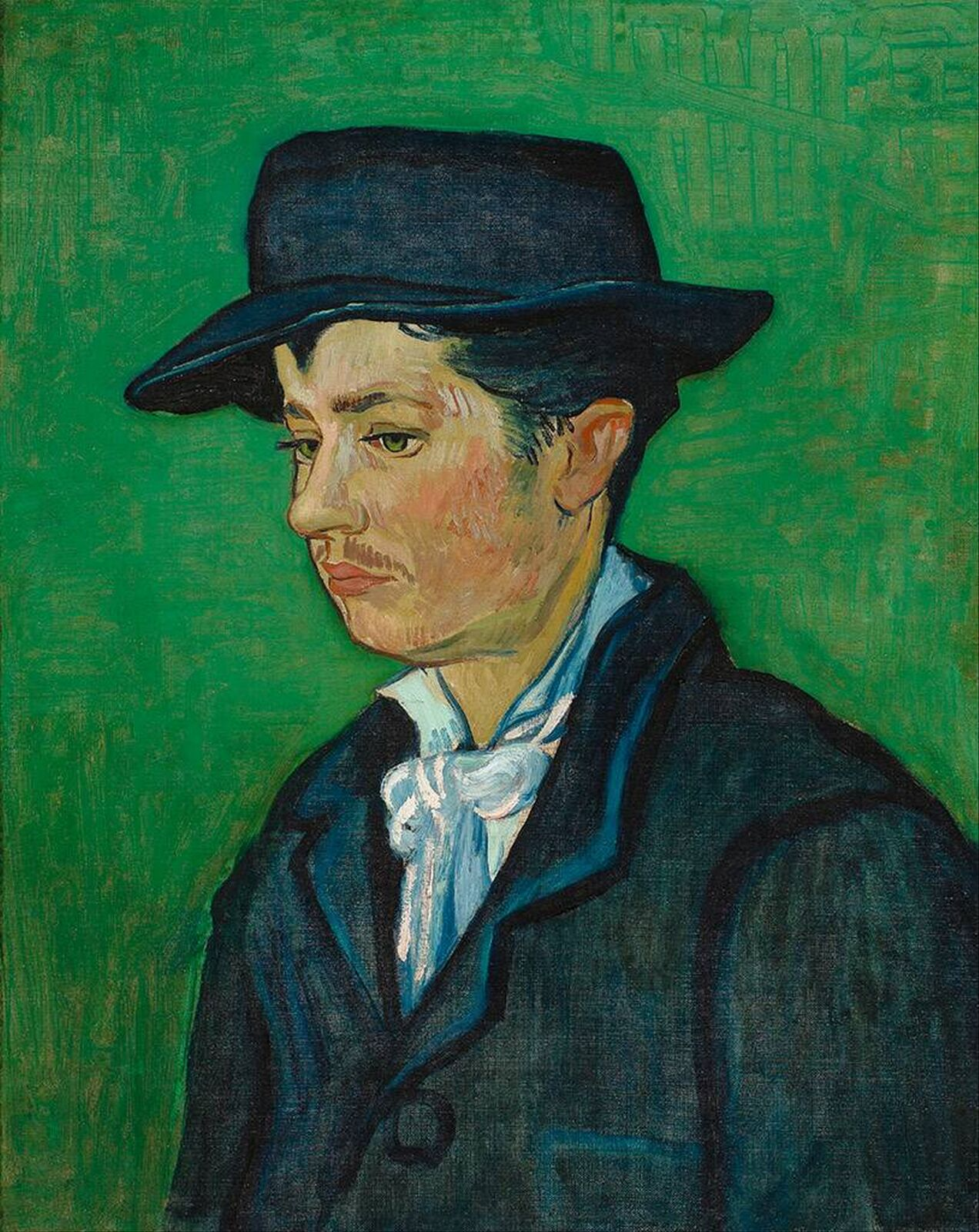
تک‌چهرهٔ آرمان رولین، ونسان ون گوگ، ۱۸۸۸
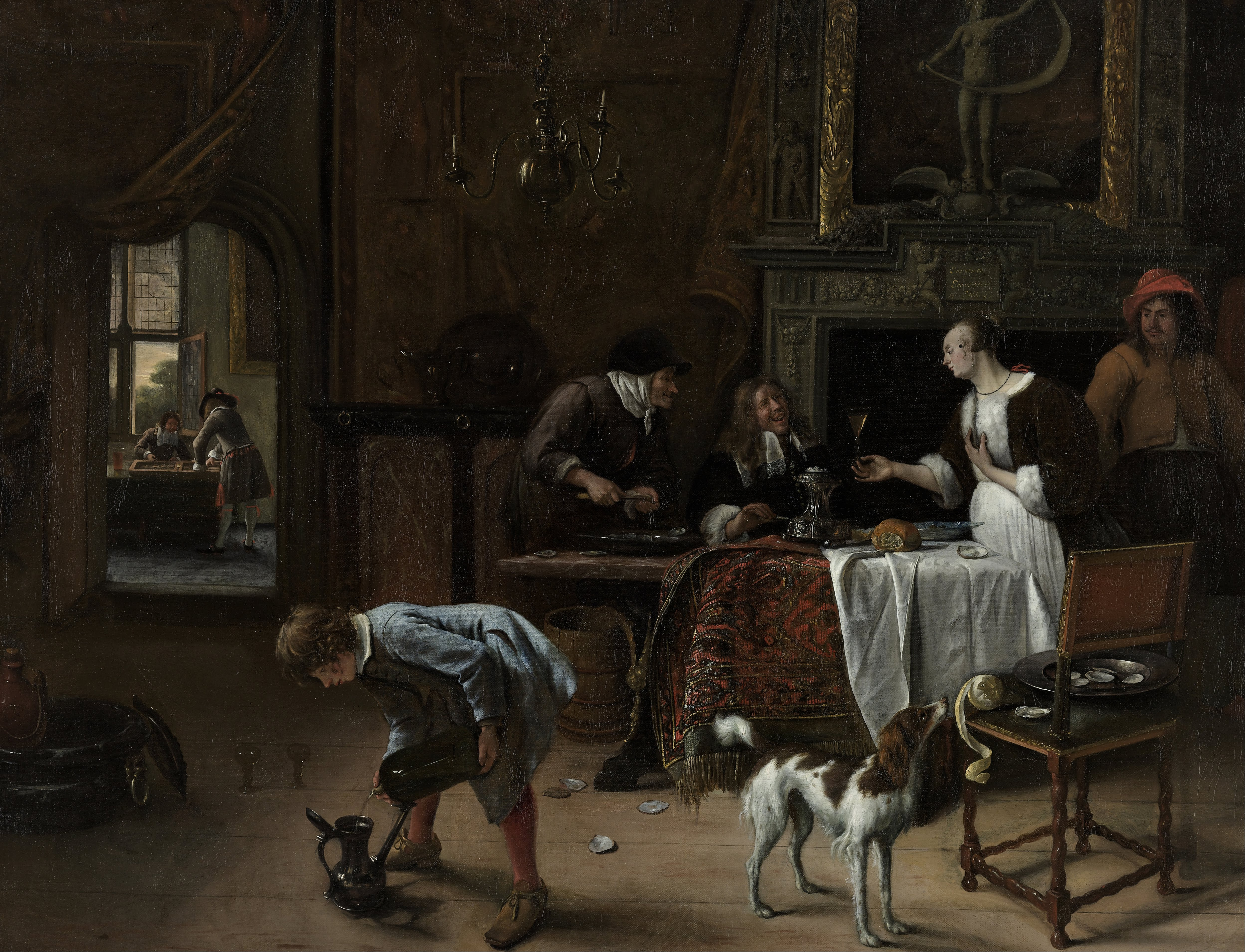
راحت می‌آید و راحت می‌رود
۱۶۶۱ م.
اثر یان استین

## یادداشت
1. ↑  Frans Jacob Otto Boijmans
2. ↑  Daniel George van Beuningen